# Abdullah al-Yaari
Abdullah al-Yaari (* 5. Juli 2003) ist ein Leichtathlet aus dem Jemen, der sich auf den Mittelstreckenlauf spezialisiert hat.

## Sportliche Laufbahn
Erste internationale Erfahrungen sammelte Abdullah al-Yaari im Jahr 2019, als er bei den Jugendasienmeisterschaften in Hongkong in 4:03,07 min den siebten Platz im 1500-Meter-Lauf belegte. Anschließend schied er bei den Asienmeisterschaften in Doha mit 1:57,07 min im Vorlauf über 800 Meter aus und gewann dann bei den Arabischen U18-Meisterschaften in Radès in 3:56,56 min die Bronzemedaille über 1500 Meter. 2021 schied er bei den U20-Weltmeisterschaften in Nairobi mit 1:53,24 min im Halbfinale im 800-Meter-Lauf aus. Im Jahr darauf belegte er bei den Arabischen U20-Meisterschaften in 1:49,29 min den fünften Platz und 2023 siegte er in 1:49,64 min die Goldmedaille über 800 Meter bei den Westasienmeisterschaften in Doha. Anschließend gewann er bei den Arabischen Meisterschaften in Marrakesch in 1:48,45 min die Bronzemedaille hinter den Marokkanern Abdelati el-Guesse und Mostafa Smaili und wurde dann in 1:48,52 min Vierter bei den Panarabischen Spielen in Algier. Daraufhin belegte er bei den Asienmeisterschaften in Bangkok in 1:48,71 min den sechsten Platz. Im August startete er dank einer Wildcard bei den Weltmeisterschaften in Budapest mit 1:47,98 min im Vorlauf aus.

## Persönliche Bestzeiten
- 800 Meter: 1:47,98 min, 22. August 2023 in Budapest (jemenitischer Rekord)
  - 800 Meter (Halle): 1:48,52 min, 1. Februar 2023 in Doha (jemenitischer Rekord)
- 1500 Meter: 3:56,56 min, 7. Juli 2019 in Radés